# Eugenia bullata
Eugenia bullata là một loài thực vật có hoa trong Họ Đào kim nương. Loài này được Pancher ex Guillaumin mô tả khoa học đầu tiên năm 1938.